# Julikrisen
| Kronologi - 28 juni: Skotten i Sarajevo mot tronföljaren Franz Ferdinand - 5–6 juli: Överläggningar i Berlin och den tyska "blancochecken" - 20–23 juli: Den franska regeringens besök i Sankt Petersburg - 23 juli: Det österrikiska ultimatumet till Serbien - 25 juli: Serbiska invändningar mot delar av ultimatumet - 25 juli: Partiell österrikisk mobilisering - 28 juli: Österrike-Ungern förklarar Serbien krig - 30 juli: Fullständig rysk mobilisering - 31 juli: Fullständig österrikisk mobilisering - 31 juli: Tyskt ultimatum till Ryssland med krav om att ställa in mobiliseringen - 31 juli: Tyskt ultimatum till Frankrike med krav på neutralitet - 1 augusti: Fullständig tysk mobilisering och krigsförklaring mot Ryssland - 3 augusti: Tyskland förklarar Frankrike krig - 3 augusti: Tyska trupper marscherar in i Belgien - 4 augusti: Storbritannien förklarar Tyskland krig - 8 augusti: Storbritannien förklarar Österrike-Ungern krig |

Julikrisen var en diplomatisk kris mellan de europeiska stormakterna sommaren 1914, i juli och dagarna däromkring, som ledde till att första världskriget bröt ut. Krisen utlöstes av skotten i Sarajevo 28 juni 1914, då arvtagaren till Österrike-Ungerns tron, ärkehertig Franz Ferdinand av Österrike mördades av den bosnisk-serbiske extremisten Gavrilo Princip. Detta ledde till att Österrike-Ungern några veckor senare, 23 juli, ställde ett ultimatum med mycket hårda krav till Serbien, efter att först ha försäkrat sig om att de hade stöd från Tyskland för sin handlingslinje. Kraven var avsedda att vara så hårda att de skulle bli krig. När Serbien bara gick med på de flesta kraven, men inte alla, förklarade Österrike-Ungern därför krig mot Serbien 28 juli. Ryssland hade tidigare lovat Serbien stöd, och mobiliserade sin armé dagarna därefter. Detta ledde till att Tyskland ställde ultimatum till Ryssland med krav på att de skulle avbryta sin mobilisering. När detta inte skedde förklarade Tyskland krig mot Ryssland 1 augusti. Tyskland krävde också att Frankrike, som var allierade med Ryssland, skulle ställa sig neutralt. När de inte gjorde det förklarade Tyskland krig mot Frankrike 3 augusti. Som ett led i anfallet mot Frankrike invaderades även det neutrala Belgien av Tyskland, vilket ledde till att Storbritannien förklarade krig mot Tyskland 4 augusti. Vid detta datum var alltså fem stormakter indragna i krig.
Under hela julikrisen skedde omfattande diplomatiska kontakter med förslag om medling, och det togs även kontakter mellan stormakternas monarker. Från Österrike-Ungerns krigsförklaring mot Serbien 28 juli styrdes dock ländernas handlingslinjer huvudsakligen av deras alliansförhållanden och deras militära planering under den så kallade svarta veckan.
Ryssland ville inte låta Österrike-Ungern köra över dess serbiska allierade på Balkan, och beordrade en mobilisering av delar av armén den 25 och allmän mobilisering den 30 juli. Tyskland mobiliserade den 1 augusti 1914 och samma dag mobiliserade Frankrike, som såg en chans att ta tillbaka Alsace-Lorraine som Tyskland erövrat under fransk-tyska kriget 1870–1871. Tyskland förklarade krig mot Ryssland samma dag. Storbritannien förklarade krig mot Tyskland den 4 augusti 1914 efter ett "otillfredsställande svar" på kravet att respektera Belgiens neutralitet.

## Bakgrund till det diplomatiska agerandet

### Alliansförhållanden 1914

Militära alliansförhållanden i Europa 1914.

1914 präglades Europa av en bipolär situation, där två allianser stod emot varandra. På den ena sidan fanns Trippelalliansen mellan Tyskland, Österrike-Ungern och Italien. På den andra sidan fanns Ententen med Frankrike, Ryssland och Storbritannien. Samtliga europeiska stormakter ingick därför i någon av dessa två allianser, men denna situation var rätt ny, eftersom Ententen fått sin dåvarande utformning först 1907. Vid sidan av stormakterna fanns ett antal neutrala mindre länder.

### Pågående konflikt mellan Österrike-Ungern och Ryssland på Balkan
Österrike-Ungern ansåg att situationen på Balkan utgjorde ett hot mot dubbelmonarkins sammanhållning, och de befann sig i konflikt med Ryssland, som stödde de slaviska grupperna på Balkan. Österrike-Ungern hade formellt annekterat Bosnien-Herzegovina, vilket ledde till Bosnienkrisen 1908–1909, och i södra delarna av dubbelmonarkin (norra delen av Balkan) fanns därför en stor slavisk befolkning, som inkluderade serber som bodde i Bosnien. De nyss genomförda Balkankrigen 1912–1913 hade sedan ökat Serbiens inflytande i regionen, vilket Österrike-Ungern ansåg att det nu var nödvändigt att sätta stopp för.
En månad före skotten i Sarajevo hade det österrikisk-ungerska regeringen beslutat inleda en diplomatisk offensiv för att motverka Rysslands planer att skapa ett nytt förbund av Balkanstater under ryskt beskydd. Dessa planer ansågs direkt riktade mot Österrike-Ungerns position på Balkan, och Rysslands sändebud i Belgrad, Hartwig, förde förhandlingar om detta. Österrike-Ungerns målsättning var att i samarbete med Tyskland dels sätta tryck på Rumänien att öppet deklarera att man stod på Trippelalliansens sida (Tyskland, Österrike-Ungern och Italien), och dels förmå Bulgarien att också ansluta sig. Skulle man lyckas med åtminstone det ena av dessa två mål så skulle Serbien stå mer isolerat, vilket skulle underminera den propaganda för ett Storserbien som bedrevs i de södra delarna av Österrike-Ungerns territorium.
Vid tillfället för skotten i Sarajevo fanns ett memorandum framtaget som innehöll denna handlingsplan, och som var avsett att lämnas över till Tyskland för att få deras stöd.

## Skotten i Sarajevo

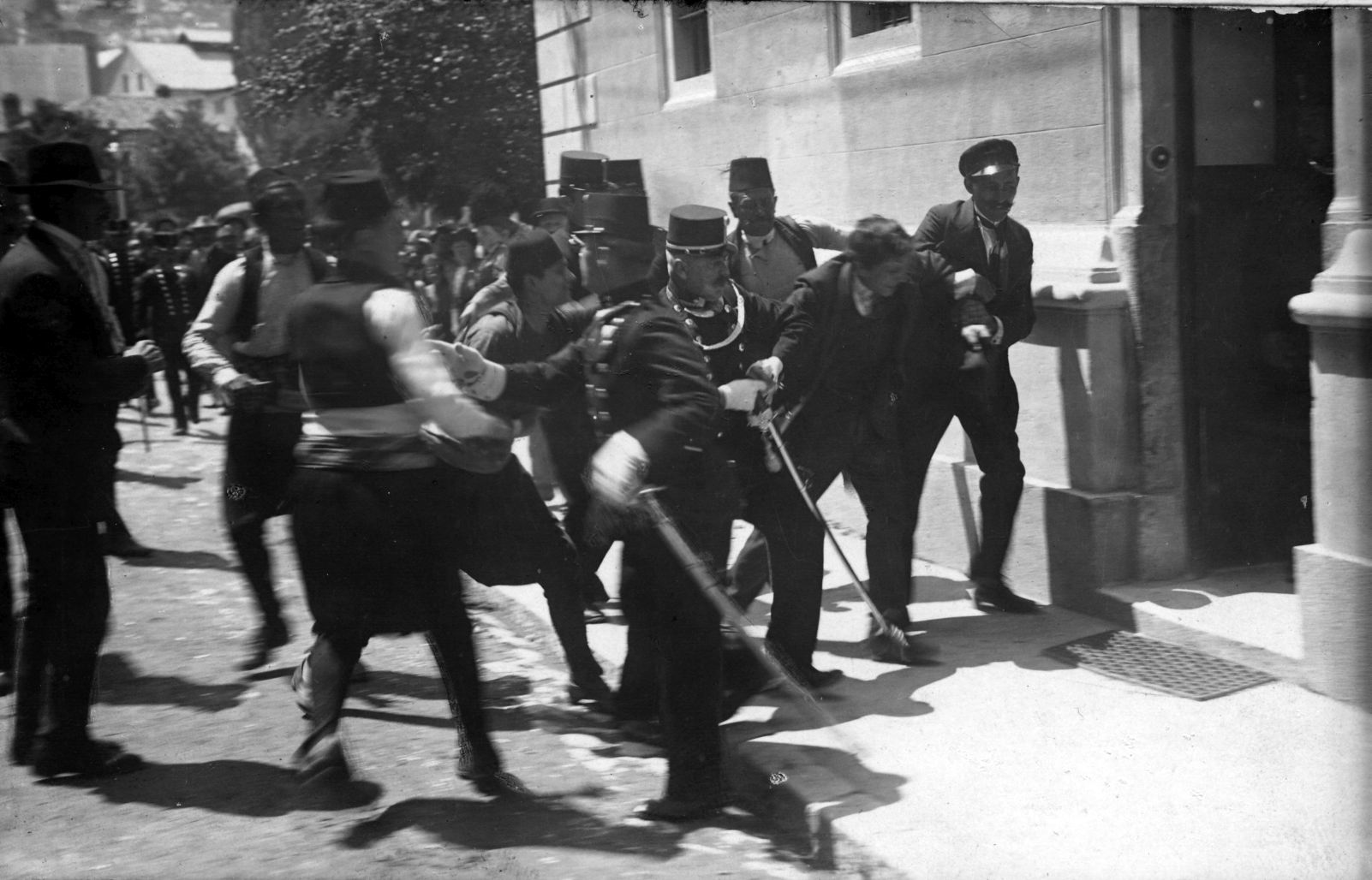
Arresteringen av Gavrilo Princip direkt efter skotten i Sarajevo.

Mördaren som slog till i Sarajevo var Gavrilo Princip, en 19-årig bosnisk-serbisk extremist som var medlem i Unga Bosnien, en revolutionär grupp som hade tränats av den serbiska organisationen Svarta handen som i sin tur hade band till den serbiska underrättelsetjänsten.
Att Österrike-Ungern såg det som nödvändigt att reagera hårt på mordet på tronföljaren var inte förvånande. Dock tog de tillfället i akt att försöka göra slut på serbiskt inflytande i norra delen av Balkan, och att skärpa den linje som de formulerat redan före skotten i Sarajevo. Det ultimatum som senare blev följden innehöll tio krav som medvetet utformats för att sammantaget vara oacceptabla för Serbien, i syfte att provocera fram ett krig som Österrike-Ungern ansåg nödvändigt för sin sak.

## Händelserna som ledde upp till Österrike-Ungerns ultimatum till Serbien

### Österrike-Ungerns memorandum till Tyskland 4 juli

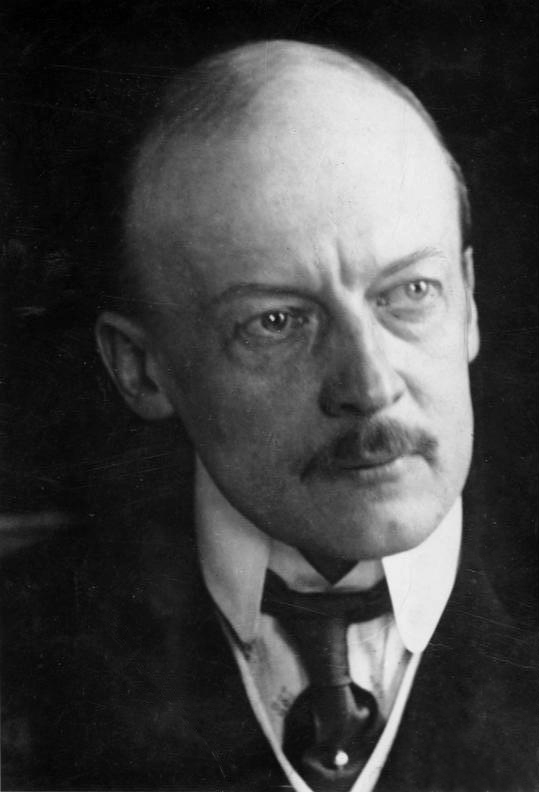
Leopold von Berchtold, Österrike-Ungerns utrikesminister, som var pådrivande i att ställa Serbien inför ultimatum.

Direkt efter mordet beslöt Österrike-Ungerns utrikesminister Leopold von Berchtold att ändra de framtagna planerna från en diplomatisk offensiv i syfte att isolera Serbien till en direkt konflikt med landet, gärna en väpnad konflikt. Detta gjorde Berchtold trots kraftiga varningar från den ungerske ministerpresidenten István Tisza. Berchtold använde som argument att den serbiska propagandan var skuld till mordet och att den serbiska regeringen åtminstone var indirekt medansvarig. Fortsatt serbisk propaganda och skapandet av det ryskunderstödda Balkanförbundet skulle därför förhindras genom endera en militär straffexpedition eller genom serbiska eftergifter. Risken för att Ryssland skulle dras in i ett sådant krig ansåg Berchtold vara acceptabel, förutsatt att han kunde få garantier om stöd från Tyskland för sitt agerande.
Det redan framtagna memorandumet försågs med ett tillägg och skickades 4 juli till Berlin, tillsammans med ett handbrev från kejsare Frans Josef, där han framförde det lämpliga i att "eliminera Serbien som politisk maktfaktor på Balkan". Alexander Hoyos, som var chef de cabinet i utrikesdepartementet, skickades också till Berlin, eftersom Berchtold inte litade på att den österrikiske ambassadören Szőgyény skulle klara av uppgiften på egen hand.

### Tysklands svar på Österrike-Ungerns propåer 5–6 juli och "blancochecken"

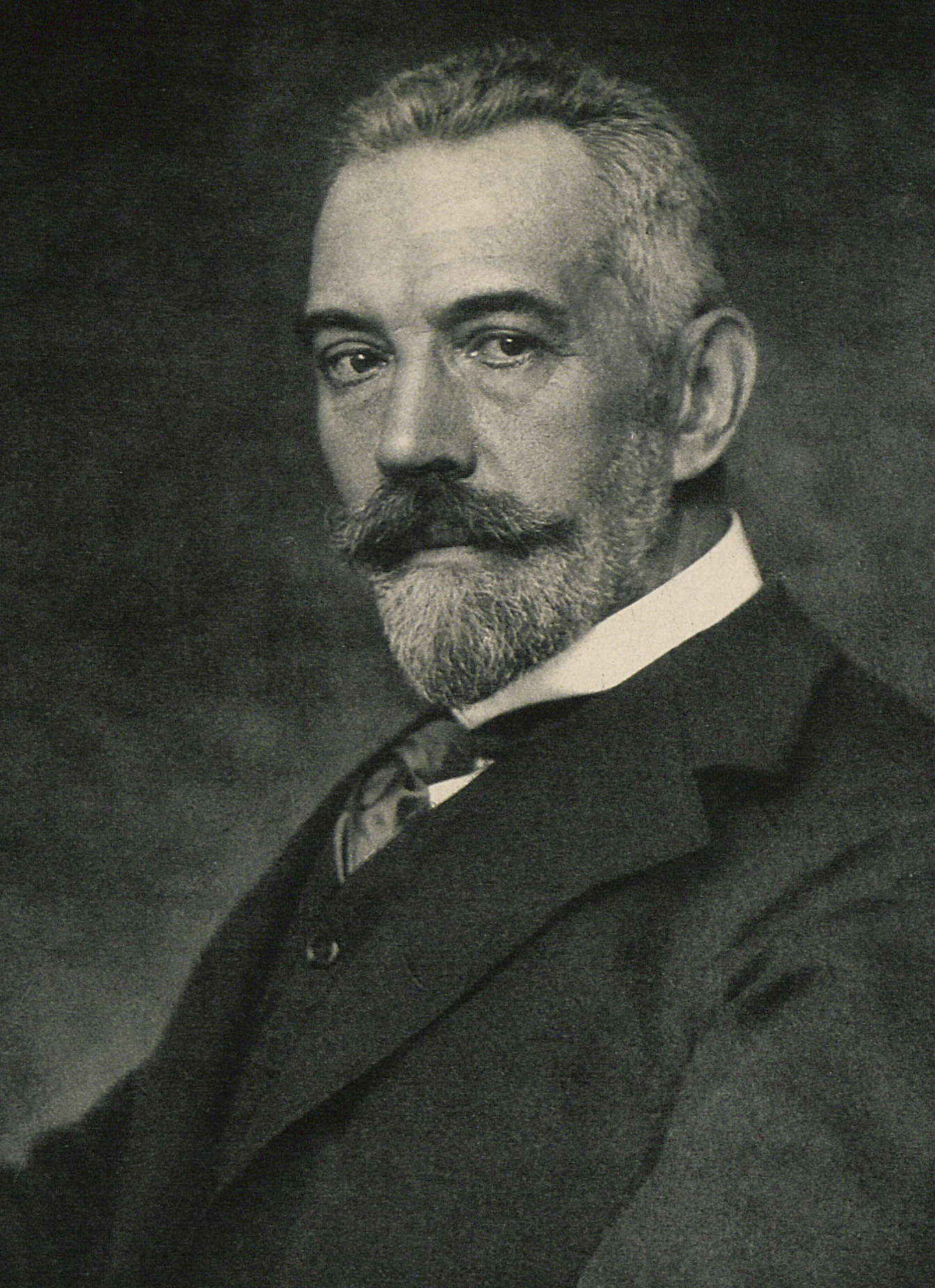
Theobald von Bethmann Hollweg, Tysklands rikskansler.

Memorandumet och handbrevet presenterades för Tysklands kejsare Vilhelm II i Potsdam 5 juli, vilket var dagen innan han åkte på sin sedvanliga sommarresa till Norge. Vilhelm II var positiv till att stödja Österrike-Ungern och svar lämnades dels muntligen samma dag, 5 juli, av Vilhelm II och rikskansler Theobald von Bethmann Hollweg till den österrikisk-ungerske ambassadören Szőgyény, dels 6 juli i en instruktion per till den tyske ambassadören i Wien, Tschirschky, och slutligen 14 juli i ett handbrev från Vilhelm II till Frans Josef. Det tyska svaret innehöll stöd till den nya politiken i Bulgarien, men däremot att man avböjde att ta ställning i frågan om konflikten med Serbien, eftersom man inte ansåg sig besitta kompetens att avgöra frågan. Vad gällde risken för krig med Ryssland lade man till att Tyskland troget skulle stå på Österrike-Ungerns sida i enlighet med sina alliansplikter och gammal vänskap.
Sammantaget innebar detta att Österrike-Ungern hade fått en så kallad "blancocheck" att agera hårt mot Serbien, och att de kunde räkna med tyskt stöd även om deras agerande skulle innebära krig med Ryssland.

### Österrikes agerande 7–22 juli

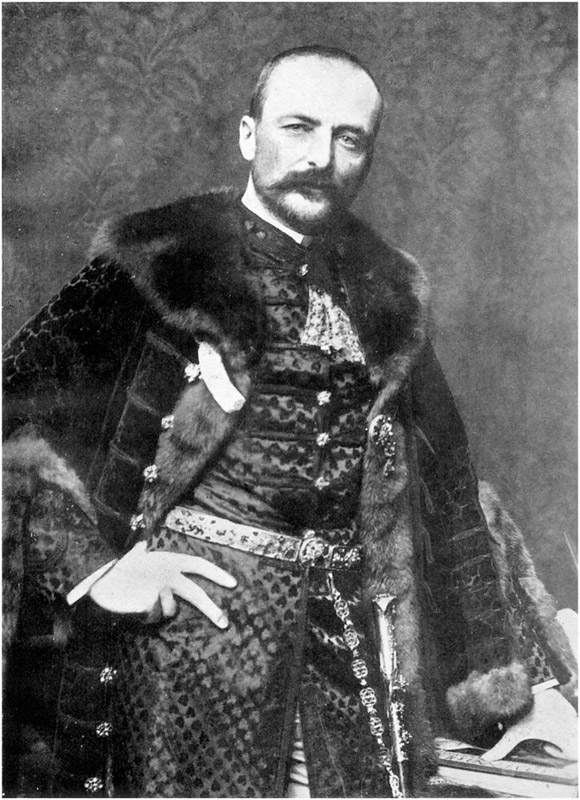
István Tisza, ungersk ministerpresident, förespråkade en mildare linje än utrikesminister Berchtold.

Berchtold hade nu fått fria händer, och 7 juli beslutade det österrikisk-ungerska ministerrådet att inleda landets diplomatiska aktion mot Serbien. Tisza hade motsatt sig att omedelbart gå till militär offensiv, och avrådde även från att framföra krav som var omöjliga för Serbien att gå med på. Berchtold var dock fortsatt inriktad på att driva en krigslinje, även sedan undersökningar på plats i Sarajevo (som genomfördes av sektionsrådet Wiesner) hade indikerar att den serbiska regeringen inte kunde antas ha känt till mordförberedelserna eller att attentatsmännen hade försetts med serbiska vapen. Han hade i detta stöd av övriga ministrar. Efter att Tisza först hade hotat avgå, övertygades han omkring 14 juli att ge upp sitt motstånd mot krigslinjen på villkor att det regeringen i sitt protokoll slog fast att syftet med den eventuella militära expeditionen inte skulle vara att erövra land från Serbien, med möjligt undantag från några mindre gränsjusteringar. Ett beslut med denna innebörd fattades vid nytt ministerrådsmöte 19 juli, och då bestämdes även att de hårda kraven mot Serbien skulle framföras i Belgrad 23 juli i en not, och att Serbien skulle få 48 timmar att svara.
Dröjsmålet från att man hade nått enighet i Wien till att noten skulle överlämnas i Belgrad berodde på den franske presidenten Raymond Poincarés besök i St. Petersburg. Berchtold ville se till att Poincaré inte skulle få reda på noten innan han lämnade St. Petersburg, så att ha inte skulle kunna påverka den ryske kejsaren Nikolaj II att ingripa för att skydda Serbien i konflikten. Avsikten från Österrike-Ungern var alltså att utsätta Serbiens regering för extrem tidspress, och minska sannolikheten att de skulle kunna söka utländskt stöd.
Noten utarbetades under Berchtolds överinseende av ministern A. Musulin, och den tyska regeringen informerades under arbetet enbart om huvuddragen i kraven.

### Tyskland informeras 21–22 juli
Den tyske ambassadören Tschirschky delgavs den fullständiga ordalydelsen 21 juli, men blev känd i Berlin först på kvällen 22 juli eftersom Tschirschky vidarebefordrade den med kurir och inte med telegram. Vid detta tillfälle hade noten redan vidarebefordrats till sändebudet Wladimir Giesl von Gieslingen i Belgrad, som var den som skulle överlämna noten. Tyske rikskanslern Bethmann Hollweg och utrikesministern Gottlieb von Jagow tyckte att noten var för skarpt formulerad, men ansåg att det var för sent för att försöka få den ändrad.

## Österrike-Ungerns ultimatum till Serbien

### Innehållet i Österrike-Ungerns ultimatum
Den not (på tyska) som Österrike-Ungern lämnade till Serbien var daterad 22 juli, lämnades över i Belgrad 23 juli och krävde ett svar senast 25 juli kl 18. Noten hävdade inledningsvis att händelserna 28 juni hade bevisat att det i Serbien fanns en subversiv rörelse som hade som mål att lägga beslag på delar av Österrike-Ungerns territorium, att Serbiens regering inte hade gjort något åt denna rörelse trots att de var väl medvetna om den, och att det klarlagts attentatsmännen i Sarajevo hade fått sina vapen från serbiska officerare och tjänstemän och fått hjälp av serbiska gränsvakter att passera gränsen. Den innehöll ett krav på att ett angivet uttalande, där Serbiens regering bl.a. tog avstånd från propagandan mot Österrike-Ungern, skulle publiceras på första sidan av landets officiella tidning 26 juli. Dessutom skulle Serbiens regering åta sig tio punkter, som i sammanfattning innebar följande:
1. att motverka varje publikation som innehöll hat och missaktning mot Österrike-Ungern, eller innehöll krav mot dess territorium.
2. omedelbart upplösa föreningen Narodna Odbrana, konfiskera deras propagandamedel, göra samma sak mot andra föreningar som propagerar mot Österrike-Ungern, samt se till att inte dessa föreningar bara fortsätter under annat namn eller i annan form.
3. ta bort all propaganda mot Österrike-Ungern från den offentliga undervisningen i Serbien.
4. avlägsna alla officerare och tjänstemän från militären och förvaltningen som är skyldiga till propaganda mot Österrike-Ungern, och delge Österrike-Ungern deras namn.
5. deltagande av regeringsrepresentanter från Österrike-Ungern i Serbien vid bekämpning av propaganda mot Österrike-Ungern.
6. inled rättslig undersökning mot alla deltagare i komplotten av 28 juni som befinner sig på serbiskt territorium, under medverkan av representanter som Österrike-Ungern utser.
7. omedelbar arrestering av de serbiska statstjänstemännen major Voija Takositsch och Milan Ciganovitsch, som redan har konstaterats vara medskyldiga.
8. förhindra att serbiska myndigheter deltar i insmugglingen av vapen och sprängmedel över gränsen. Avsked och stränga straff mot de gränsbevakare i Schabatz och Loznica som hjälpte anstiftarna till brotten i Sarajevo att komma över gränsen.
9. ge en förklaring till Österrike-Ungerns regering gällande de höga serbiska företrädare i Serbien och i utlandet som yttrat sig fientligt om Österrike-Ungern i intervjuer efter attentatet 28 juni.
10. utan dröjsmål meddela Österrike-Ungerns regering om åtgärder som vidtagits för att genomföra de föregående punkterna.

Noten specificerade inte vad som skulle hända om Serbien inte uppfyllde detta, men tonen i noten, de hårda kraven, de korta tidsförhållandena och anspelningarna på att Österrike-Ungerns territorium var hotat, gjorde det tydligt att det rörde sig om ett ultimatum med hot om krig.

### Övriga länder informeras 23–24 juli
Italien, som också ingick i trippelalliansen, informerades först 23 juli för att undvika att de skulle ställa krav gällande Albanien eller läcka upplysningar till Ryssland eller Frankrike. Andra länder delgavs noten 24 juli. Samma dag meddelade den tyska regeringen regeringarna i Ententen att de betraktade konflikten som en inre angelägenhet mellan Österrike och Serbien och ansåg att den europeiska diplomatins främsta uppgift nu var att hålla konflikten begränsad till dessa länder.
Ententeländerna försökte utan framgång att få en förlängning av de 48 timmar som Serbien fått för att svara i syfte att de skulle kunna medla, vilket var något som inte låg i Österrike-Ungerns intresse. Samtidigt gav de Serbien rådet att ge omfattande eftergifter.

### Inledande medlingsförsök

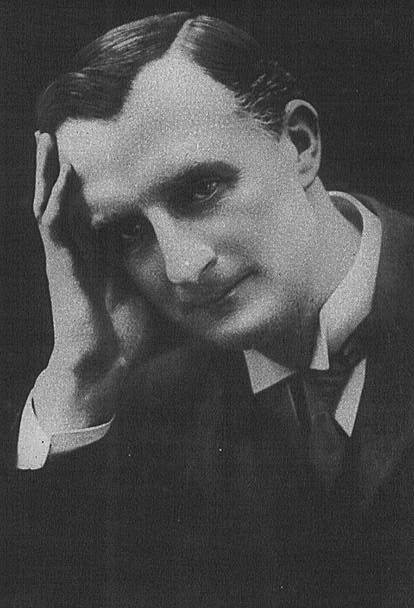
Edward Grey, Storbritanniens utrikesminister, ville medla på samma sätt som i de närmast föregående Balkankonflikterna.

Storbritannien tog ledningen i de diplomatiska försöken från övriga länder att undvika att den uppseglande konflikten skulle utveckla sig till ett krig mellan Ryssland och Österrike. Utrikesministern Edward Grey framförde redan 24 juli (och i officiella noter 26 juli) ett förslag att de fyra övriga stormakterna, Storbritannien, Frankrike, Tyskland och Italien skulle medla. Han föreslog att detta kunde göras i form av en ambassadörskonferens i London på det sätt som skett 1912, i samband med första Balkankriget.
Österrike-Ungern, som redan var inställt på krig om man inte uppnådde fullständiga eftergifter från Serbien, avvisade dock helt tanken på att deras konflikt med Serbien skulle lösas av någon form av europeisk skiljedomstol. Denna uppfattning delades av Tyskland som uppmanade västmakterna, och framför allt Storbritannien, att istället inverka dämpande på Ryssland. Ententeländerna uppmanade i sin tur Tyskland att inverka dämpande på Österrike-Ungern.

## Serbiens svar 25 juli
Det serbiska svaret lämnades i form av en not (på franska) till sändebudet Giesl 25 juli, inom den utsatta tiden. I enlighet med de råd som Serbien fått av Ententen gick de med på flertalet av kraven, men begärde ytterligare underlag från Österrike-Ungern angående några av påståendena, och avvisade några av de krav om medverkan från österrikisk-ungerska representanter som de ansåg som helt oförenliga med Serbiens självständighet. Detta gällde punkt 5 och framför allt punkt 6, som i praktiken innebar att österrikisk-ungersk polis skulle få verka i Serbien.
Vidare föreslog Serbien att om Österrike-Ungern inte var nöjd med svaret, skulle frågan lämnas över till Internationella domstolen i Haag eller till de stormakter som deltog i att upprätta Serbien 1909.
Det sätt som ultimatumet framfördes gjorde att den serbiska regeringen kunde ana att Österrike-Ungern riktade in sig på krig, och några timmar före de överlämnade sin svarsnot hade de inlett allmän mobilisering.

### Österrikes första reaktion på Serbiens svar
Eftersom den serbiska svarsnoten inte godtog samtliga österrikisk-ungerska krav i oförändrad form meddelade Giesl att svaret var otillfredsställande. Han avbröt omgående de diplomatiska förbindelserna med Serbien och reste samma dag hem med hela sin legation.
På kvällen 25 juli beslöt Österrike-Ungern om partiell mobilisering, av militära förband riktade mot Serbien.

### Rysslands reaktion
25 juli meddelade den ryska regeringen offentligt att Ryssland inte kunde stå passivt i konflikten mellan Österrike-Ungern och Serbien. Samma dag fattades inledande mobiliseringsbeslut, och ytterligare åtgärder vidtog dagarna därefter.

## Fortsatta medlingsförsök 27–28 juli

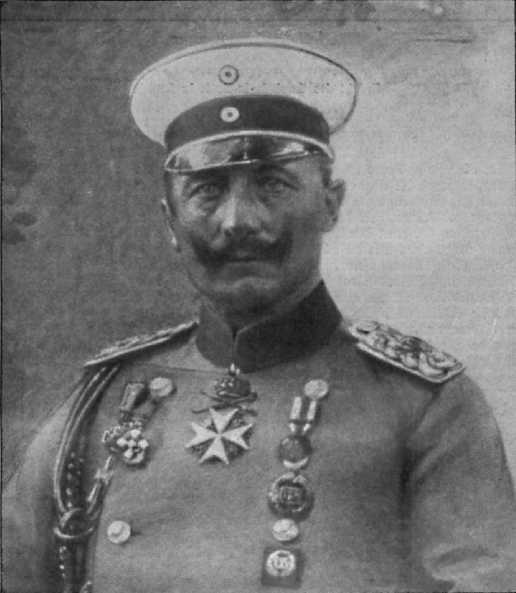
Tysklands kejsare Vilhelm II hade varit på semester i Norge tre veckor i juli. Dagen efter hans återkomst till Berlin förklarade Österrike krig mot Serbien.

Storbritannien och Grey framförde 27 juli ett nytt medlingsförslag där han ville få Tyskland att medverka till att den serbiska svarsnoten, som trots allt innehöll en hel del eftergifter, av Österrike-Ungern skulle läggas till grund för fortsatta förhandlingar med Serbien. Den tyska regeringen vidarebefordrade 28 juli detta förslag till Wien tillsammans med en varning för att avböja varje form av medling, samtidigt som man påminde om att den ryske utrikesministern Sergej Sazonov var villig att föra direkta förhandlingar mellan Österrike-Ungern och Ryssland.

### Tysklands reaktion på Serbiens svar
Berchtold fördröjde in i det längsta att delge Tyskland Serbiens svarsnot av 25 juli, för att undvika att drabbas av tyska påtryckningar. Först på morgonen 28 juli fanns den hos kejsar Vilhelm II, som dagen innan hade återvänt till Potsdam från sin norska semesterresa. Vilhelm II tyckte att Serbiens svar "tog bort varje anledning till krig". Bethmann Hollweg menade att det serbiska svaret innehöll så stora eftergifter att om Österrike-Ungern skulle vara helt obevekligt, skulle de behöva räkna med att den allmänna opinionen i hela Europa så småningom skulle ta avstånd från deras sak.
Den tyska regeringen gav Österrike-Ungern rådet att begränsa sig till en tillfällig ockupation av Belgrad och några andra serbiska orter för att få garanti för att Serbien skulle uppfylla löftena. Detta innebar alltså att Tyskland stödde krig mot Serbien, men förespråkade ett begränsat krig. Samtidigt stödde Tyskland Italiens tolkning av artikel 7 i fördraget om Trippelalliansen, som innebar att Italien hade rätt att få kompensation om Österrike-Ungern ockuperade serbiskt territorium, även om detta skedde tillfälligt. Österrike-Ungern motsatte sig denna tolkning.

## Österrike-Ungerns krigsförklaring 28 juli
Det brittiska förslaget om medling och de tyska påpekandena om begränsade krigsinsatser föll emellertid på döva öron, och krisen skärptes genom att Österrike-Ungerns 28 juli förklarade krig mot Serbien. Berchtold hade hos kejsar Frans Josef förespråkat krigsförklaringen som ett sätt att förebygga att Trippelententen skulle försöka få till en fredlig lösning av konflikten. Han hade också hävdat att Serbien redan inlett fientliga handlingar, men när det samma dag konstaterades att uppgiften saknade grund, ströks den i sista stund från krigsförklaringens text.

### Reaktioner på krigsförklaringen 28 juli
Krigsförklaringen 28 juli inledde vad som kommit att kallas Svarta veckan, där ömsesidiga alliansförpliktelser och redan uppgjorda militära planer ledde till att stormakterna en efter en drogs in i kriget.

### Kontakter Storbritannien-Tyskland
Storbritanniens utrikesminister Greys meddelade eftermiddagen 29 juli den tyske ambassadören Lichnowsky att Storbritannien kunde tänka sig att stå utanför konflikten om den enbart skulle gälla Österrike-Ungern och Ryssland. Om däremot Frankrike skulle dras in skulle saken däremot komma i ett annat läge, och britterna skulle "tvingas till snabba beslut". Detta satt fart på de tyska påtryckningarna i Wien och klargjorde för de styrande i Berlin hur allvarligt läget var. På natten samma dag skickades en uppmaning till Wien att Österrike-Ungern skulle börja direkta förhandlingar med Ryssland och inte motsätta sig den medling som Grey hade föreslagit. Istället föreslog Tyskland att Österrike-Ungern skulle ange sina ytterligare krav, t.ex. efter att ha ockuperat Belgrad. Tyskland skulle fortsatt stödja Österrike-Ungern och motsatte sig alltså inte ett begränsat krig med Serbien, men målet var att undvika att Storbritannien drogs in i ett större krig, eftersom man också såg risken att inte få Italiens stöd.
I Berlin pratade Bethmann Hollweg med den brittiske ambassadören Goschen på kvällen 29 juli och försökte få ett löfte om att Storbritannien skulle stå neutralt genom att försäkra att Tyskland inte strävade efter att utöka sitt territorium i Europa på Frankrikes bekostnad, inte ens om det skulle bli krig och de skulle gå segrande i detta.
29 juli hade dock Berchtold avvisat Greys senaste medlingsförslag genom att hänvisa till att krigstillstånd med Serbien hade inträtt och deras svarsnot därför inte länge var av relevans. 30 juli gick han med på att gå in i direkta förhandlingar med 
Ryssland. Efter nya tyska kontakter bestämde Berchtold 31 juli (men detta meddelades till Berlin 1 augusti) att gå med på Greys förslag om medling, men på villkor att de militära operationerna mot Serbien skulle fortsätta och att Storbritannien skulle förmå Ryssland att avbryta den partiella mobilisering som var riktad mot Österrike-Ungern. I detta fall skulle Österrike-Ungern vara berett att ställa in sina militära förberedelser i Galizien. Detta skulle alltså i praktiken innebära att Österrike-Ungern skulle kunna fortsätta sin militära operation mot Serbien utan att behöva bekymra sig över Ryssland så länge som medlingen pågick.

### Rysslands reaktion
31 juli accepterade även Ryssland det brittiska medlingsförslaget, men enbart på villkoret att Österrike-Ungern avbröt sin framryckning i Serbien och erkände att deras konflikt med Serbien hade blivit en fråga av europeiskt intresse. Det var därför var de europeiska stormakterna som skulle avgöra vilken kompensation som Serbien skulle ge Österrike-Ungern, och det skulle ske utan intrång i Serbiens oberoende eller rättigheter som suverän stat. Om detta uppfylldes skulle Ryssland "iaktta en avvaktande hållning", men gick inte så långt som att lova att de skulle "suspendera sina militära förberedelser", vilket Grey hade föreslagit. Detta skulle alltså innebära att konflikten skulle frysas och lyftas över till de övriga stormakterna för lösning. Rysslands och Österrikes krav var alltså oförenliga, även om det kunde ses som en viss framgång jämfört med läget några dagar tidigare att båda länderna i princip kunde tänka sig medling.
Samtidigt som de diplomatiska kontakterna skedde på framför allt brittiskt initiativ, skedde också en utväxling av personliga telegram mellan de två kejsarna Vilhelm II och Nikolaj II, där Vilhelm försökte förmå Nikolaj att inte gå i krig på Serbiens sida.
På morgonen 31 juli meddelades dock att Ryssland skulle genomföra allmän mobilisering. Sedan de inledande åtgärderna 25 juli hade redan en successiv höjning av den ryska insatsberedskapen skett. Tyskland regering hade 29 juli genom sin ambassadör Friedrich Pourtalès meddelat den ryska regeringen att fortsatt rysk mobilisering skulle leda till att även Tyskland mobiliserade.
Mitt på dagen 31 juli beslöt även Österrike-Ungern om allmän mobilisering. De militära förberedelserna hade alltså inte i någon större utsträckning påverkats av diplomatin, och därmed fanns det inte längre några förutsättningar för medling mellan Österrike-Ungern och Ryssland, och ett krig mellan dessa länder tycktes oundvikligt.

## Tysklands krigsförklaring mot Ryssland 1 augusti
Inställningen från tysk militär var sedan tidigare att beslut om allmän mobilisering från Ryssland var liktydigt med krig mellan Tyskland och Ryssland. Detta berodde på att Ryssland behövde längre tid för att mobilisera än Tyskland, och att Tyskland skulle vara i en utsatt situation i händelse av ett tvåfrontskrig med Ryssland och Frankrike, som var allierade med varandra. Om inte Tyskland omedelbart reagerade på en rysk mobilisering skulle de därför snabbt hamna i en sämre situation. Den politiska ledningen under rikskanslern Bettmann Hollweg accepterade detta militära synsätt.
Omedelbart efter det att den ryska mobiliseringsordern hade blivit känd i Berlin, på förmiddagen 31 juli, proklamerades "tillstånd av hotande krigsfara". Via ambassadör Pourtalès framförde Tyskland ett ultimatum till Ryssland att ställa in alla krigsåtgärder som var riktade mot Tyskland och Österrike-Ungern, d.v.s. att omedelbart avbryta mobiliseringen. Ryssland fick 12 timmar att svara, annars skulle Tyskland mobilisera, d.v.s. i praktiken meddelades att Tyskland i så fall skulle gå i krig mot Ryssland.
Samtidigt ställde Tyskland ett ultimatum till Frankrike med krav på att landet skulle vara neutralt om det skulle bli krig mellan Ryssland och Tyskland. Frankrike fick 18 timmar att svara. Franska regeringen svarade att Frankrike skulle agera så som landets intressen krävde.
Ryssland avvisade det tyska ultimatumet, och därför överlämnade ambassadör Pourtalès på eftermiddagen 1 augusti Tysklands krigsförklaring mot Ryssland. Därmed stod det klart att det även skulle bli krig mellan Tyskland och Ryssland. På eftermiddagen 1 augusti utfärdade Tyskland order om allmän mobilisering.

### Frankrikes reaktion
I Frankrike utfärdades på eftermiddagen 1 augusti också order om allmän mobilisering, men för att förhindra sammanstötningar vid den fransk-tyska gränsen upprättades en zon på 10 km som de franska trupperna skulle hålla sig utanför. Den tyska trupperna hade också order att inte överträda gränsen, men rapporter om smärre gränskränkningar förekom de kommande dagarna på båda sidor, varav en del visade sig vara falska.

## Tysklands krigsförklaring mot Frankrike 3 augusti
Den tyska militära planeringen för ett tvåfrontskrig mot Frankrike och Ryssland, den så kallade Schlieffenplanen, byggde på att få till ett snabbt avgörande mot Frankrike, och att man därefter skulle koncentrera sig på Ryssland. Utan garantier om fransk neutralitet räknade Tyskland med att det skulle bli ett tvåfrontskrig.
Tyskland ville dock helst inte framstå som att det var de som anföll Frankrike snarare än tvärtom, så de avvaktade med sin reaktion i två dagar. 3 augusti på eftermiddagen förklarade dock Tyskland krig mot Frankrike. Krigsförklaringen innehöll påståenden om franska kränkningar av tyskt territorium som senare visade sig vara falska.
Franske presidenten Poincaré skrev 31 juli ett handbrev till den brittiske kungen Georg V och bad om en brittisk solidaritetsförklaring med Frankrike och Ryssland att användas som påtryckningsmedel mot Österrike-Ungern och Tyskland, men det brittiska svaret 1 augusti var undvikande. 2 augusti lovade Grey däremot Frankrike att brittiska flottan skulle ingripa om den tyska flottan genomförde fientliga operationer mot Frankrikes kust eller sjöfart genom Engelska kanalen eller Nordsjön. Detta följdes 3 augusti av ett tyskt löfte att om Storbritannien förblev neutralt, så skulle tyska flottan inte uppträda i Engelska kanalen eller närma sig Frankrikes nordkust.

## Belgiens neutralitet

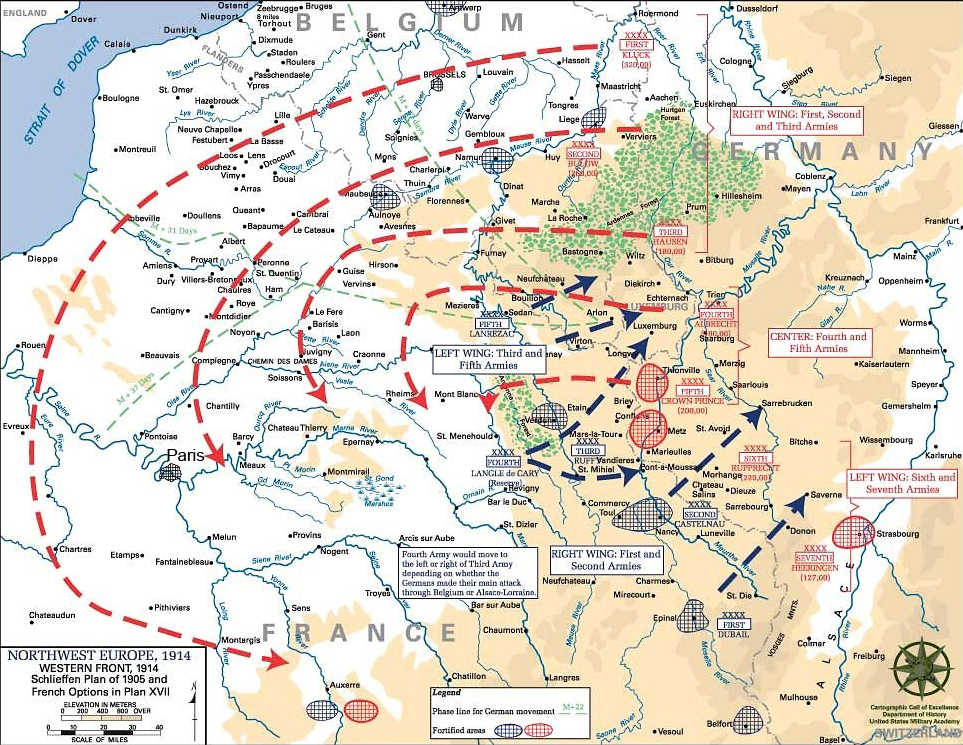
Den tyska krigsplaneringen mot Frankrike, i den så kallade Schlieffenplanen, byggde på att man skulle gå genom det neutrala Belgien.

Den tyska generalstaben ansåg att det bästa sättet att få till ett snabbt avgörande i ett krig Frankrike, vilket i sin tur var nödvändigt för att i tid kunna hantera Ryssland, var att gå genom det neutrala Belgien och på så sätt kunna anfalla Frankrike i flanken. Detta innebar att man riskerade att även Storbritannien skulle gå med i kriget. Även i detta fall accepterade Bettmann Hollweg det militära synsättet.
Storbritannien hade 31 juli frågat både Frankrike och Tyskland om de var beredda att garantera Belgiens neutralitet så länge som den inte kränktes av någon annat land. Frankrike svarade ja och Tyskland svarade undvikande. Tyskland ställde motfrågan om Storbritannien kunde garantera att förbli neutralt om Belgiens neutralitet respekterades (samt Frankrikes och dess koloniers integritet), och Greys svar 1 augusti hänvisade till behovet av handlingsfrihet.
2 augusti, alltså redan dagen före Tyskland förklarade krig mot Frankrike, hade Tyskland riktat ett ultimatum till Belgien med krav på att få gå genom landet, samtidigt som de gav ett löfte att de skulle lämna belgiskt territorium så snart det blivit fred. Syftet var alltså att kunna anfalla Frankrike genom Belgien utan att också behöva slåss med den belgiska armén. Belgien svarade 3 augusti att landet avsåg att försvara sig mot alla kränkningar av sin neutralitet, och åberopade 1839 års traktat (som upprättade Belgien som ett självständigt land), där Tyskland (då i form av Preussen) hade garanterat landets neutralitet. 
3 augusti vädjade kung Albert I till Storbritannien om diplomatiskt stöd för att trygga landets neutralitet och fick 4 augusti svaret att Storbritannien skulle stödja Belgiens väpnade motstånd mot kränkningen av neutraliteten. Efter att ha fått denna garanti vädjade Belgien till garantimakterna England, Frankrike och Ryssland om väpnad hjälp.

### Tysklands invasion av Belgien
1 augusti hade tyska trupper invaderat det neutrala Luxemburg och på morgonen 4 augusti invaderades även Belgien.
Bethmann Hollweg erkände samma dag som Belgien invaderades i den tyska riksdagen att detta stred mot folkrätten, men han hävdade att det var nödvändigt på grund överhängande fara för fransk invasion av nordvästra Tyskland genom Belgien. Den egentliga förklaringen var alltså att Tysklands militära planering byggde på att man skulle gå genom Belgien.

### Storbritanniens krigsförklaring mot Tyskland 4 augusti
Den brittiske ambassadören i Berlin, sir Edward Goschen, meddelade på eftermiddagen 4 augusti den tyska regeringen, att de senast midnatt krävde garantier för att Belgiens neutralitet skulle respekteras. Annars skulle Storbritannien vidta alla åtgärder som krävdes för att Belgiens neutralitet skulle upprätthållas. Detta meddelande innebar de facto en krigsförklaring om inte Tyskland omedelbart avbröt sin invasion av Belgien.

### Allmänna källor
- Keegan, John (1998), The First World War, Hutchinson, ISBN 0091801788
- Willmott, H.P. (2003), World War I, New York: Dorling Kindersley, ISBN 0789496275, OCLC 52541937